# Дроботов Анатолій Іванович
Дроботов Анатолій Іванович — український політик. Народився 21.05.1951 в селі Старі Кодаки, Дніпропетровського району, Дніпропетровська обл.);

## Кар'єра
У 1970 році розпочав трудову діяльність, працюючи електриком в колгоспі ім. Жданова Сімферопольського району.
З 1970 року по 1972 рік проходив строкову службу в Радянській армії.
Потім повернувся в колгосп ім. Жданова, де працював електриком, механіком і завідувачем гаражем.
У 1982 році став заступником голови колгоспу ім. Леніна Сімферопольського району.
У 1984 році закінчив Кримський сільськогосподарський інститут (нині аграрний університет), де став ученим-агрономом.
У 1985 році підвищився на посаді і став головою колгоспу ім. Леніна.
З 1995 року по 1996 рік був головою правління даного колгоспу.

## Політична діяльність
На виборах до Верховної Ради України 1994 року Анатолій Дроботов переміг на виборчому окрузі № 033 у Сакському районі від Комуністичної партії України і потрапив до парламенту.
У листопаді 1994 року став міністром сільського господарства і продовольства Криму.
22 березня 1995 кримський парламент відправив у відставку Прем'єр-міністра Криму Анатолія Франчука і призначив на цю посаду Анатолія Добротова, за пропозицією голови Верховної Ради Автономної Республіки Крим Сергія Цекова. Колишній віце-прем'єр Криму Андрій Сенченко назвав Дроботова — «прохідною фігурою». Так як Анатолій Дроботов не міг потрапити до свого кабінету, керував урядом віце-прем'єр Аркадій Демиденко. 31 березня Анатолій Іванович пішов у відставку і прем'єром знову став Франчук. Дроботов знаходився найкоротший термін на посаді Прем'єр-міністра Криму — 9 днів, серед всіх кримських прем'єрів.
3 квітня 1995 року Верховна Рада Криму прийняла відставку Дроботова за власним бажанням з посади міністра сільського господарства і продовольства. Анатолій Іванович заявив, що не бажає працювати в уряді Франчука, так як воно довело «економічну ситуацію в Криму до межі катастрофи».
У Верховній раді другого скликання був депутатом від виборчого блоку Соціалістичної партії і Селянської партії «За правду, за народ, за Україну!», де був № 18 у списку. Входив до державного кадрового резерву ВРУ. У цьому скликанні парламенту був членом комітету з питань аграрної політики та земельних відносин.
У листопаді 2000 року увійшов депутатське об'єднання «Селяни України», вийшовши з депутатської групи «Солідарність».
На виборах 2002 року в кримський парламент Дроботов йшов за списком «Блоку Грача» в мажоритарному 95 окрузі Сімферопольського району. У листопаді 2005 року був виключений з «Селянської партії», а також знятий з керівництва кримського відділення партії. Однак на вибори до Верховної Раду 26 березня 2006 року він пішов від «Селянської партії», під № 3. Також Дробтов брав участь у виборах до Верховної Ради Автономної Республіки Крим від блоку «За Крим!» під № 4.
За результатами виборів до Верховної Ради України партія Дроботова зайняла 19-е місце, набравши 0,31 % голосів і не пройшла в парламент. На виборах до кримського парламенту блок «За Крим» також не подолав бар'єр в 3 %.
На дострокових виборах 30 вересня 2007 року до Верховної Ради Анатолій Іванович балотувався від блоку «Всеукраїнська громада» під № 15. Всеукраїнська громада також не пройшла в парламент, ставши передостанньою у виборчих перегонах.
У березні 2009 року став головою партії «Відродження українського села», яка в липні змінила назву на «Партію селян».
У серпні 2009 року лідер Прогресивної соціалістичної партії України Наталія Вітренко зажадала відставки Дроботова з поста голови «Партії Селян». Так як, на думку Вітренко, Анатолій Дроботов став перешкоджати створенню блоку «Партії Селян» і ПСПУ.

## Особисте життя
Дружина Тетяна Борисівна Дроботова (нар. 1962) — суддя Вищого господарського суду України, заслужений юрист України, кандидат юридичних наук.
Двоє дітей. Син Сергій Дроботов — офіцер Управління військової контррозвідки СБУ.

## Звання та нагороди
Заслужений працівник сільського господарства України (08.1997).